# 安介生
安介生（1966年2月—）是一位中国历史地理学家，任职于复旦大学历史地理研究中心，历史地理学教授、博士生导师。研究方向为历史人口地理、历史民族地理，中国边疆史地，中国移民史，山西地方史（晋学）等。

## 生平
安介生1966年出生于山西省介休，祖籍北京。1984年考入复旦大学，1987年获复旦大学历史学学士学位。毕业之后前往山西教育学院任职，1993年获复旦大学历史学硕士学位，历史地理学方向，师从葛剑雄教授。1996年获复旦大学历史学博士学位，是葛剑雄先生的第一位博士生。2001年10月至2002年9月，作为高级客座人员（Senior Associate Member）在英国牛津大学圣安尼学院进行访问研究。2007年9月，被日本学习院大学聘为客员研究员，主讲“东亚学交流讲座”。1996年毕业留校任教，2000任副教授，2006年任正教授，2008年1月起任博士生导师。2010-2015年任复旦大学历史地理研究中心副所长。
目前研究方向为历史人口地理，历史民族地理，中国边疆史地，中国移民史，山西地方史（晋学）等，在历史人文地理与边疆史地两个方向专业招收研究生。